# Anna Kendrick
Anna Cooke Kendrick (Portland, 9 de agosto de 1985) é uma atriz e cantora americana. Conhecida por interpretar personagens otimistas e cativantes em comédias e musicais, seus prêmios incluem indicações ao Oscar, ao Emmy Awards e ao Tony Awards. Ela é mais conhecida pelos seus papéis como Beca Mitchell em A Escolha Perfeita, Jéssica Stanley na trilogia Crepúsculo, Rosie Brennan em O Que Esperar Quando Você Está Esperando, Janet em Marcados para Morrer, Cinderela em Caminhos da Floresta, Alice em Os Caça-Noivas e Stephanie Smothers em Um Pequeno Favor. Em Querida Alice interpreta uma mulher transtornada por um relacionamento abusivo.
Em 15 de novembro de 2016, lançou seu livro de memórias Scrappy Little Nobody.

## Biografia

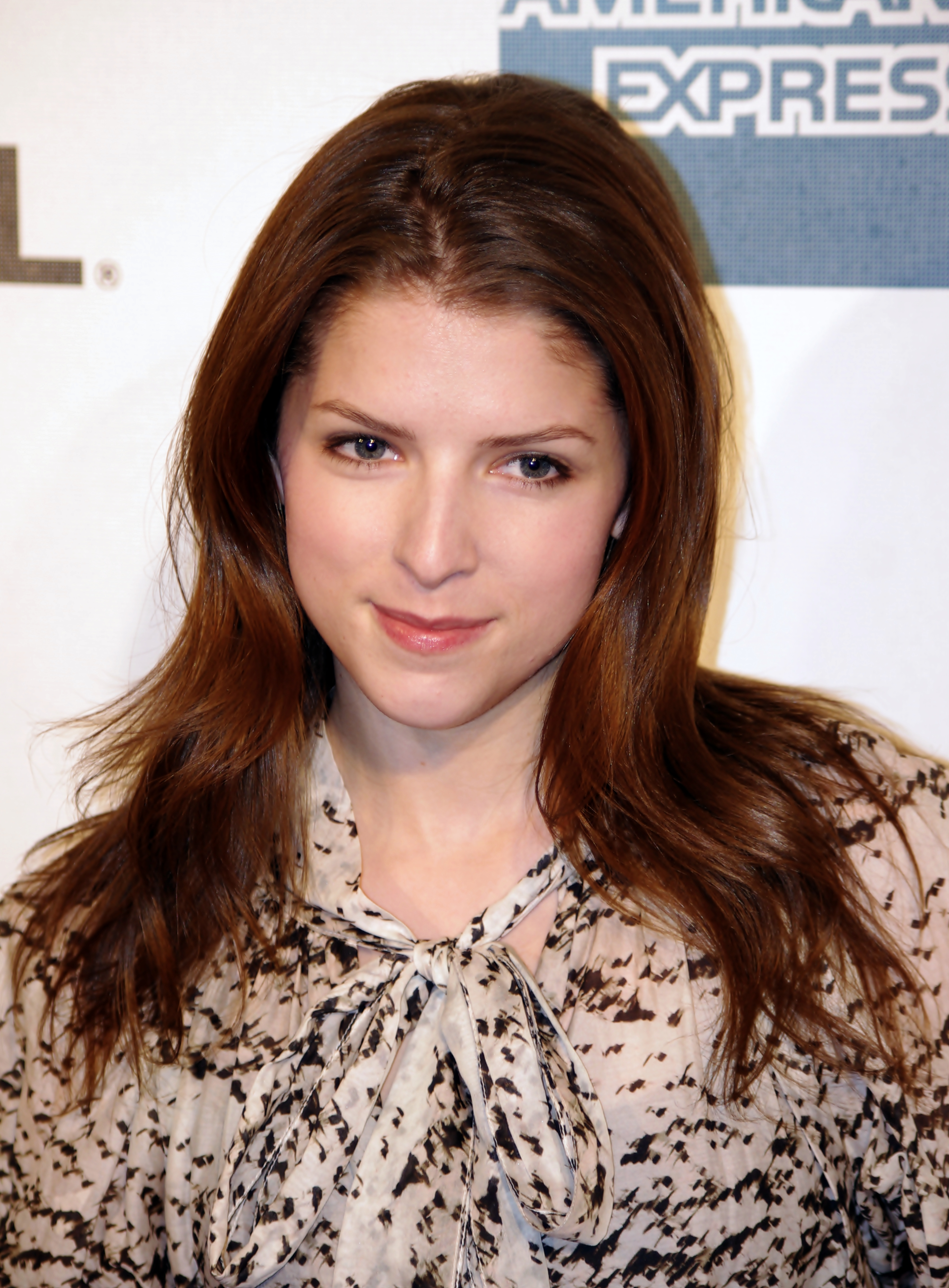
Anna Kendrick no Festival de Cinema de Tribeca 2011.

Anna nasceu em Portland, Maine, filha de Janice (nascida Cooke), uma contadora, e William Kendrick, um professor de história que também trabalha em finanças. Ela tem ascendência inglesa, irlandesa e escocesa. Seus avós maternos foram Ronald (1916-2006) e Ruth (nascida Small) Cooke (1918-2011). Tem um irmão mais velho, o ator Michael Cooke Kendrick, que apareceu no filme de 2000 Looking for an Echo.
Frequentou a Deering High School em Portland antes de entrar na indústria do entretenimento.

## Vida pessoal
Em 2009, começou um relacionamento com o diretor Edgar Wright após reunirem-se no set de Scott Pilgrim vs. the World. O casal se separou no início de 2013. Anna reside em Los Angeles, Califórnia.

## Filmografia

### Cinema
| Ano  | Título                               | Papel                  |
| ---- | ------------------------------------ | ---------------------- |
| 2003 | Camp                                 | Fritzi Wagner          |
| 2007 | Rocket Science                       | Ginny Ryerson          |
| 2008 | Crepúsculo                           | Jessica Stanley        |
| 2009 | Elsewhere                            | Sarah                  |
| 2009 | The Marc Pease Experience            | Meg Brickman           |
| 2009 | Up in the Air                        | Natalie Keener         |
| 2009 | New Moon                             | Jessica Stanley        |
| 2010 | Eclipse                              | Jessica Stanley        |
| 2010 | Scott Pilgrim vs. the World          | Stacey Pilgrim         |
| 2011 | 50/50                                | Katherine              |
| 2011 | Amanhecer: Parte 1                   | Jessica Stanley        |
| 2012 | What to Expect When You're Expecting | Rosie                  |
| 2012 | ParaNorman                           | Courtney Babcock (voz) |
| 2012 | The Company You Keep                 | Diana                  |
| 2012 | End of Watch                         | Janet Taylor           |
| 2012 | Pitch Perfect                        | Beca Mitchell          |
| 2013 | Drinking Buddies                     | Jill                   |
| 2013 | Rapture-Palooza                      | Lindsey Lewis          |
| 2014 | The Voices                           | Lisa                   |
| 2014 | Life After Beth                      | Erica Wexler           |
| 2014 | Happy Christmas                      | Jenny                  |
| 2014 | The Last Five Years                  | Cathy Hiatt            |
| 2014 | Cake                                 | Nina Collins           |
| 2014 | Caminhos da Floresta                 | Cinderela              |
| 2015 | Digging for Fire                     | Alicia                 |
| 2015 | Pitch Perfect 2                      | Beca Mitchell          |
| 2015 | Mr. Right                            | Martha                 |
| 2016 | The Hollars                          | Rebecca                |
| 2016 | Get a Job                            | Jillian Stewart        |
| 2016 | Mike and Dave Need Wedding Dates     | Alice                  |
| 2016 | Trolls                               | Princesa Poppy (voz)   |
| 2016 | The Accountant                       | Dana Cummings          |
| 2017 | Table 19                             | Eloise McGarry         |
| 2017 | Pitch Perfect 3                      | Beca Mitchell          |
| 2018 | A Simple Favor                       | Stephanie Ward         |
| 2019 | Noelle                               | Noelle Kringle         |
| 2019 | The Day Shall Come                   | Kendra Glack           |
| 2020 | Trolls 2                             | Princesa Poppy (voz)   |
| 2021 | Stowaway                             | Zoe Levenson           |
| 2022 | Alice, Darling                       | Alice                  |
| 2023 | Self Reliance                        | Maddy                  |
| 2023 | Trolls Band Together                 | Princesa Poppy (voz)   |
| 2023 | Woman of the Hour                    | Cheryl Bradshaw        |
| 2025 | Another Simple Favor                 | Stephanie Smothers     |

### Televisão
| Ano        | Título                     | Papel                | Nota       |
| ---------- | -------------------------- | -------------------- | ---------- |
| 2003       | The Mayor                  | Sadie Winterhalter   | Telefilme  |
| 2007       | Viva Laughlin              | Holly                | 1 episódio |
| 2009       | Fear Itself                | Shelby Johnson       | 1 episódio |
| 2012       | Family Guy                 | Nora (voz)           | 1 episódio |
| 2013       | Comedy Bang! Bang!         | Ela mesma            | 1 episódio |
| 2014       | Saturday Night Live        | Ela mesma/Anfitriã   | 1 episódio |
| 2015       | Billy on the Street        | Ela mesma            | 1 episódio |
| 2017       | Last Week Tonight          | Nan Britton          |            |
| 2019       | Human Discoveries          | Jane                 |            |
| 2020       | Dummy                      | Cody Heller          |            |
| 2020- 2021 | Love Life                  | Darby Carter         |            |
| 2021       | Trolls: Holiday in Harmony | Princesa Poppy (voz) |            |
| 2023       | Scott Pilgrim Takes Off    | Stacey Pilgrim (voz) |            |

### Videoclipes
| Ano  | Título                 | Artista         |
| ---- | ---------------------- | --------------- |
| 2010 | "Pow Pow"              | LCD Soundsystem |
| 2012 | "Do It Anyway"         | Ben Folds Five  |
| 2013 | "Cups (When I'm Gone)" | Ela mesma       |

## Teatro
| Ano  | Título               | Papel             | Teatro              |
| ---- | -------------------- | ----------------- | ------------------- |
| 1998 | High Society         | Dinah Lord        | St. James Theatre   |
| 2003 | A Little Night Music | Fredrika Armfeldt | New York City Opera |

## Discografia

### Singles
| Título                                                                           | Ano  | Posições de pico | Posições de pico | Posições de pico | Posições de pico | Posições de pico | Posições de pico | Posições de pico | Certificações                                   | Álbum                                     |
| Título                                                                           | Ano  | US               | AUS              | AUT              | CAN              | IRE              | NZ               | UK               | Certificações                                   | Álbum                                     |
| -------------------------------------------------------------------------------- | ---- | ---------------- | ---------------- | ---------------- | ---------------- | ---------------- | ---------------- | ---------------- | ----------------------------------------------- | ----------------------------------------- |
| "Cups"                                                                           | 2013 | 6                | 44               | 75               | 12               | 26               | 26               | 71               | - RIAA: 3× Platina - ARIA: Platina - RMNZ: Ouro | Pitch Perfect (Motion Picture Soundtrack) |
| "—" Denota singles que não foram lançados nesse país ou não entraram no gráfico. |      |                  |                  |                  |                  |                  |                  |                  |                                                 |                                           |

### Trilhas sonoras
| Ano  | Título | Álbum                                           |
| ---- | --- | ----------------------------------------------- |
| 1999 | "Throwing A Ball Tonight" com Lisa Banes, Melissa Errico e John McMartin | High Society (Original Cast Recording)          |
| 1999 | "Little One" com Daniel McDonald | High Society (Original Cast Recording)          |
| 1999 | "I Love Paris" com Melissa Errico | High Society (Original Cast Recording)          |
| 1999 | "She's Got That Thing" com o elenco | High Society (Original Cast Recording)          |
| 1999 | "Let's Misbehave" com o elenco | High Society (Original Cast Recording)          |
| 2003 | "The Ladies Who Lunch" | Camp (Music from the Motion Picture)            |
| 2009 | "Time After Time" | Up in the Air (Music from the Motion Picture)   |
| 2013 | "Bellas Regionals: The Sign / Eternal Flame / Turn the Beat Around" com As Barden Bellas | Pitch Perfect (Motion Picture Soundtrack)       |
| 2013 | "Party in the U.S.A." com As Barden Bellas | Pitch Perfect (Motion Picture Soundtrack)       |
| 2013 | "Cups" | Pitch Perfect (Motion Picture Soundtrack)       |
| 2013 | "Riff Off: Mickey / Like a Virgin / Hit Me with Your Best Shot, S&M / Let's Talk About Sex / I'll Make Love to You / Feels Like the First Time / No Diggity" com As Barden Bellas | Pitch Perfect (Motion Picture Soundtrack)       |
| 2013 | "Pool Mashup: Just the Way You Are / Just a Dream" com As Barden Bellas | Pitch Perfect (Motion Picture Soundtrack)       |
| 2013 | "Bellas Finals: Price Tag / Don't You (Forget About Me) / Give Me Everything" com As Barden Bellas | Pitch Perfect (Motion Picture Soundtrack)       |
| 2014 | "On the Steps of the Palace" | Into the Woods (Motion Picture Soundtrack)      |
| 2014 | "No One Is Alone" com James Corden | Into the Woods (Motion Picture Soundtrack)      |
| 2014 | "A Very Nice Prince" com Emily Blunt | Into the Woods (Motion Picture Soundtrack)      |
| 2014 | "Prologue: Into the Woods" com o elenco | Into the Woods (Motion Picture Soundtrack)      |
| 2014 | "Your Fault" com o elenco | Into the Woods (Motion Picture Soundtrack)      |
| 2015 | "Still Hurting" | The Last Five Years (Motion Picture Soundtrack) |
| 2015 | "See I'm Smiling" | The Last Five Years (Motion Picture Soundtrack) |
| 2015 | "A Part of That" | The Last Five Years (Motion Picture Soundtrack) |
| 2015 | "A Summer in Ohio" | The Last Five Years (Motion Picture Soundtrack) |
| 2015 | "The Next Ten Minutes" com Jeremy Jordan | The Last Five Years (Motion Picture Soundtrack) |
| 2015 | "A Miracle Would Happen / When You Come Home to Me" com Jeremy Jordan | The Last Five Years (Motion Picture Soundtrack) |
| 2015 | "Climbing Uphill" | The Last Five Years (Motion Picture Soundtrack) |
| 2015 | "I Can Do Better Than That" | The Last Five Years (Motion Picture Soundtrack) |
| 2015 | "Goodbye Until Tomorrow" com Jeremy Jordan | The Last Five Years (Motion Picture Soundtrack) |
| 2015 | "Kennedy Center Performance: We Got the World / Timber / America the Beautiful / Wrecking Ball" com As Barden Bellas | Pitch Perfect 2 (Motion Picture Soundtrack)     |
| 2015 | Winter Wonderland / Here Comes Santa Claus com Snoop Dogg | Pitch Perfect 2 (Motion Picture Soundtrack)     |
| 2015 | "Riff Off: Thong Song / (Shake, Shake, Shake) Shake Your Booty / Low / Bootylicious / Baby Got Back / Live Like You Were Dying / Before He Cheats / A Thousand Miles / We Are Never Ever Getting Back Together / What's Love Got to Do with It / This Is How We Do It / Doo Wop (That Thing) / Poison / Scenario / Insane in the Brain" com os Das Sound Machine, Tone Hanger, As Barden Bellas, Green Bay Packers e Os Treblemakers | Pitch Perfect 2 (Motion Picture Soundtrack)     |
| 2015 | "Convention Performance: Promises / Problem" com As Barden Bellas | Pitch Perfect 2 (Motion Picture Soundtrack)     |
| 2015 | "Back to Basics: Boogie Woogie Bugle Boy / You Can't Hurry Love / Lady Marmalade / MMMBop / My Lovin' (You're Never Gonna Get It)" com As Barden Bellas | Pitch Perfect 2 (Motion Picture Soundtrack)     |
| 2015 | "Cups ("When I'm Gone")" com As Barden Bellas | Pitch Perfect 2 (Motion Picture Soundtrack)     |
| 2015 | "World Championship Finale 2: Run the World (Girls) / Where Them Girls At / Lady Marmalade / We Belong / Timber / Flashlight" com As Barden Bellas | Pitch Perfect 2 (Motion Picture Soundtrack)     |
| 2016 | "Move Your Feet/D.A.N.C.E./It's a Sunshine Day" (com Gwen Stefani, James Corden, Ron Funches, Walt Dohrn, Icona Pop e Kunal Nayyar) | Trolls (Original Motion Picture Soundtrack)     |
| 2016 | "Get Back Up Again" | Trolls (Original Motion Picture Soundtrack)     |
| 2016 | "The Sound of Silence" | Trolls (Original Motion Picture Soundtrack)     |
| 2016 | "I'm Coming Out/Mo Money Mo Problems" (com Zooey Deschanel, Gwen Stefani, James Corden, Walt Dohrn, Ron Funches, Icona Pop e Kunal Nayyar) | Trolls (Original Motion Picture Soundtrack)     |
| 2016 | "True Colours" (com Justin Timberlake) | Trolls (Original Motion Picture Soundtrack)     |
| 2016 | "Can't Stop the Feeling!" (com o elenco de Trolls) | Trolls (Original Motion Picture Soundtrack)     |
| 2016 | "September (Earth, Wind & Fire song)" (com Justin Timberlake e Earth, Wind & Fire) | Trolls (Original Motion Picture Soundtrack)     |

## Principais prêmios e indicações

### Oscar
| Ano  | Categoria                             | Trabalho      | Resultado |
| ---- | ------------------------------------- | ------------- | --------- |
| 2010 | Melhor Atriz (coadjuvante/secundária) | Up in the Air | indicada  |

### Globo de Ouro
| Ano  | Categoria                             | Trabalho      | Resultado |
| ---- | ------------------------------------- | ------------- | --------- |
| 2010 | Melhor Atriz (coadjuvante/secundária) | Up in the Air | indicada  |

### Prémios Screen Actors Guild
| Ano  | Categoria                             | Trabalho      | Resultado |
| ---- | ------------------------------------- | ------------- | --------- |
| 2009 | Melhor Atriz (coadjuvante/secundária) | Up in the Air | indicada  |

### British Academy Film Awards
| Ano  | Categoria                             | Trabalho      | Resultado |
| ---- | ------------------------------------- | ------------- | --------- |
| 2009 | Melhor Atriz (coadjuvante/secundária) | Up in the Air | indicada  |

### Teen Choice Awards
| Ano  | Categoria                    | Trabalho      | Resultado |
| ---- | ---------------------------- | ------------- | --------- |
| 2013 | Choice Movie Actress: Comedy | Pitch Perfect | Venceu    |

### MTV Movie Awards
| Ano  | Categoria        | Trabalho      | Resultado |
| ---- | ---------------- | ------------- | --------- |
| 2010 | Melhor Revelação | Up in the Air | Venceu    |